# سلافكو أفسينيك
سلافكو أفسينيك (بالسلوفينية: Slavko Avsenik) (ولد 26 نوفمبر 1929 – توفي 2 يوليو 2015) عازف ومؤلف موسيقي سلوفيني.
أسس فرقة الإخوة أفسينيك في عام 1953، وأنتج ألف أغنية وحظي بالنجاح في سلوفينيا وفي أجزاء أخرى من أوروبا وأمريكا، وينظر إليه بأنه أيقونة ثقافية سلوفينية.

## روابط خارجية
- سلافكو أفسينيك على موقع IMDb (الإنجليزية)
- سلافكو أفسينيك على موقع مونزينجر (الألمانية)
- سلافكو أفسينيك على موقع ميوزك برينز (الإنجليزية)
- سلافكو أفسينيك على موقع ميوزك برينز (الإنجليزية)
- سلافكو أفسينيك على موقع ديسكوغز (الإنجليزية)